# Pat Murphy (homme politique canadien)
Pour les articles homonymes, voir Pat Murphy.
Patrick William Murphy, dit Pat Murphy, né le 6 juin 1962 à Alberton (Île-du-Prince-Édouard) et mort le 20 mars 2025 dans le même village, est un homme politique canadien. 
Il a représenté la circonscription d'Alberton-Roseville à l'Assemblée législative de l'Île-du-Prince-Édouard de l'élection générale du 28 mai 2007 à sa défaite en 2019.